# Симпсон, Алан
Алан Куи Симпсон (англ. 
Alan Kooi Simpson; 2 сентября 1931, Денвер — 14 марта 2025, Коди, Вайоминг) — американский политик, член Республиканской партии. Сенатор США от штата Вайоминг (1979—1997).

## Биография
Симпсон родился в Денвере, штат Колорадо, в семье Милварда Симпсона и Лорны Куи.
Алан Симпсон окончил среднюю школу в Коди, Вайоминг в 1949 году и учился в школе Крэнбрук в Блумфилд-Хиллз, Мичиган, в 1950 году в аспирантуре. В 1954 году он окончил Университет Вайоминга со степенью бакалавра наук, а в 1958 году — со степенью доктора права.
В 1954 году он женился на Сьюзан Энн Шролл, которая была его сокурсницей. Он служил в армии Соединенных Штатов в Германии с 1955 по 1956 год.
В 2002 году Симпсон участвовал в праймериз губернатора штата Вайоминг от имени бывшего демократа Эли Бебута из Ривертона.
Симпсон был одним из четырёх ораторов, выбранных для произнесения речи на государственных похоронах Джорджа Буша-старшего.
1 июля 2022 года Белый дом объявил, что Симпсон будет награждён Президентской медалью Свободы.
Скончался 14 марта 2025 года в своём доме в городе Коди, штат Вайоминг, в возрасте 93 лет из-за осложнений в результате перелома бедра.

## Карьера
Симпсон был избран в Сенат Соединённых Штатов 7 ноября 1978 года, но был назначен на этот пост досрочно 1 января 1979 года после отставки Клиффорда П. Хансена, который сменил на этом посту Милварда Симпсона, родного отца Алана Симпсона. Он был председателем Комитета по делам ветеранов с 1981 по 1985 год и снова с 1995 по 1997 год, когда республиканцы восстановили контроль над Сенатом. Он также возглавлял Судебный подкомитет по иммиграции и беженцам, Подкомитет по ядерному регулированию, Подкомитет по социальному обеспечению и Комитет по проблемам старения.
Симпсон был умеренным консерватором. В 1995 и 1996 годах он поддерживал права на аборты и голосовал против запрета абортов на поздних сроках, который не предусматривал исключения по состоянию физического здоровья, только при состояниях, угрожающих жизни. Однако он выступал против федерального финансирования абортов и поддержал поправку Хайда. Он также был соавтором законопроекта, регулирующего иммиграцию.
Симпсон первоначально проголосовал за Закон о восстановлении гражданских прав 1987 года (но проголосовал за сохранение вето президента Рейгана), а также за выдвижение кандидатур Роберта Борка и Кларенса Томаса в Верховный суд США.